# Venizy
Venizy là một xã trong tỉnh Yonne, thuộc vùng Bourgogne-Franche-Comté của nước Pháp, có dân số là 821 người (thời điểm 1999).

## Nhân khẩu học
| 1962 | 1968 | 1975 | 1982 | 1990 | 1999 |
| ---- | ---- | ---- | ---- | ---- | ---- |
| 518  | 599  | 693  | 739  | 743  | 821  |